# Marina (opera teatrale)
Marina (Seascape) è un'opera teatrale di Edward Albee, debuttata a Broadway nel 1975. Per Marina Albee ha vinto il suo secondo Premio Pulitzer per la drammaturgia.

## Trama

### Primo atto
Il dramma si apre su una spiaggia, dove i maturi coniugi Nancy e Charlie hanno appena finito il loro picnic. Mentre Nancy sparecchia, il boato di un jet copre la conversazione e Charlie predice che presto un aereo si schianterà su una duna. Nancy parla del suo amore per il mare e di quanto vorrebbe vivere per sempre sulla spiaggia, ma Charlie brontola. Nancy si indispettisce e i due litigano, ma alla fine Charlie torna sui su passi. Un altro jet vola sopra di loro e Nancy ricorda a Charlie del suo desiderio infantile di vivere sott'acqua. Charlie cede e ammette che da giovane amava sedersi sul fondo dei laghi e delle piscine e rimanerci finché non doveva riemergere per respirare; Nancy suggerisce che potrebbe riprovarci, ma Charlie si arrabbia.
Nancy cambia argomento e comincia a parlare della loro vita sessuale e di come un tempo pensasse di divorziare da Charlie perché pensava la tradisse; il marito nega e Nancy decide di credergli. La donna chiede a Charlie di mostrarle come si sedesse in fondo al mare, ma l'uomo rifiuta e comincia a complimentare Nancy per essere stata un'ottima moglie. La donna ricambia e comincia ad elencare i meriti di Charlie: quando ha finito si arrabbia, perché realizza quanto pochi essi siano. Nancy vorrebbe viaggiare e girare il mondo e si sente frustrata dalla pigrizia del marito; i due litigano furiosamente, smettono e Nancy comincia a scrivere cartoline. Due enormi lucertole, Leslie e la moglie Sarah, li spiano dalla sabbia: la loro visione spaventa Charlie, ma incuriosisce Nancy.
Charlie ordina alla moglie di trovargli un'arma con cui difendersi e si arrabbia quando Nancy torna solo con un bastoncino. Nancy è ancora incuriosita dalle lucertole, ma quando Leslie si schiarisce la gola si spaventa. Leslie saluta i coniugi da lontano e lui e la moglie cominciano ad avvicinarsi; tuttavia, quando un altro jet vola sopra di loro le lucertole si spaventano e fuggono. Charlie pensa che lui e la moglie sono morti, avvelenati dai pessimi tramezzini di Nancy, ma la moglie deride l'idea. Sarah e Leslie ritornato e Nancy suggerisce di mostrarsi amichevoli con un segno di sottomissione, come i cani. Si sdraia sulla schiena con le braccia e le gambe in alto e Charlie la imita con riluttanza.

### Secondo atto
La posizione di Charlie e Nancy confonde Leslie e Sarah, che si avvicinano circospetti; Leslie li pungola delicatamente con il suo bastone e decide che sono innocui. Charlie, che è spaventato dalla lucertole, non risponde alle parole di Leslie e allora Nancy decide di presentarsi a Sarah e ricorda a Charlie le buone maniere. I quattro cominciano a chiacchierare ma Leslie e Sarah, pur parlando inglese, non capiscono molte delle parole e dei concetti espressi dagli umani. Nancy prova a stringere la "mano" a Leslie, ma la lucertola non capisce il significato del gesto. Leslie e Charlie parlano un po' e Leslie chiede a cosa servono gli abiti che indossano. Nancy risponde che coprono i loro genitali. Le lucertole ne sono sprovvisti e sono affascinati dalle idee: sono molto affascinati anche dal seno di Nancy e la donna lo mostra a Sarah, ma Charlie le impedisce di mostrarlo anche a Leslie.
Per cambiare argomento, Charlie chiede alle lucertole se hanno dei figli e scopre che hanno deposto settemila uova; Sarah è sorpresa nello scoprire che gli umani non fanno le uova e Nancy le parla della gravidanza. Nancy parla di loro figlio, del fatto che abbia vissuto con loro per anni e di quanto lo ami: ma anche l'amore, così come tutte le altre emozioni, è un concetto estraneo alle lucertole. Charlie allora chiede coma mai le lucertole stanno insieme a Leslie racconta di aver battuto tutti gli altri maschi quando Sarah ha raggiunto la maturità sessuale, per poi cominciare ad accoppiarsi. Leslie la voleva, ma non l'amava. Charlie suggerisce che la relazione di Sarah e Leslie sia in qualche modo sleale e il concetto confonde le lucertole e umilia Nancy. Leslie si infuria con Charlie quando lo paragona a un pesce e le donne riescono a calmare i rispettivi compagni. Parlano quindi di pregiudizi e differenze.
Le lucertole si spaventano quando un branco di gabbiani vola sopra di loro e Nancy allora spiega cosa sono a Sarah facendo confronti con razze acquatiche: le spiega anche che è una fotografa di professione, specializzata nel fotografare gli animali. Sarah non sa cos'è la fotografia e si sente insultata. Nancy allora cambia soggetto e prende in giro il marito per aver pensato di essere morto, ma il concetto che la realtà potrebbe essere un'illusione confonde Leslie. Un altro jet spaventa Leslie e Sarah, spingendo quindi Nancy a parlare loro degli aerei e di altre macchine costruite dall'uomo. Charlie improvvisamente chiede loro come mai hanno lasciato il mare e Leslie non sa spiegarlo esattamente, ha solo capito di essere cambiato e di non appartenere più agli abissi.
Charlie suggerisce che possa trattarsi di un istinto evolutivo e spiega il concetto di evoluzione a Leslie, che resta perplesso. Le lucertole sono incapaci di astrazione, riescono solo a pensare a loro stesse. Sarah chiede se il progresso è una cosa buona e Charlie non sa come rispondere. L'uomo comincia a scaldarsi, innervosito dal fatto che quasi ogni parola abbia bisogno di una lunga spiegazione per essere compreso da Leslie e Sarah. Charlie allora chiede a Sarah cosa farebbe se il marito la lasciasse: Nancy è scandalizzata dalla domanda, Sarah si intristisce e vorrebbe tornare in mare, Leslie colpisce Charlie per aver ferito i sentimenti della moglie. Leslie e Sarah decidono di tornare in mare, ma Nancy li dissuade, sostenendo che tanto dovrebbero tornare sulla spiaggia lo stesso. Nancy e Charlie si offrono di aiutarli e Leslie accetta.

## Produzioni
Marina debuttò allo Shubert Theatre di Broadway il 26 gennaio 1975 e rimase in cartellone per 65 repliche fino al 22 marzo. Edward Albee curò la regia, mentre Deborah Kerr (Nancy), Barry Nelson (Charlie), Maureen Anderman (Sarah) e Frank Langella (Leslie) facevano parte del cast. Per la sua interpretazione Langella vinse il Tony Award al miglior attore non protagonista in uno spettacolo e il dramma vinse il Premio Pulitzer per la drammaturgia.
La prima italiana di Marina ebbe luogo al Teatro Comunale di Bologna il 7 marzo 1987, con la regia di Giancarlo Nanni. Il cast era composto da: Didi Perego (Nancy), Glauco Onorato (Charlie), Roberto Tesconi (Leslie) e Marina Giordana (Sarah).

## Edizioni
Edward Albee, Marina, nota introduttiva e traduzione di Corrado Augias, Torino, Einaudi, Collezione di teatro, 1977